# Rosa Liksom

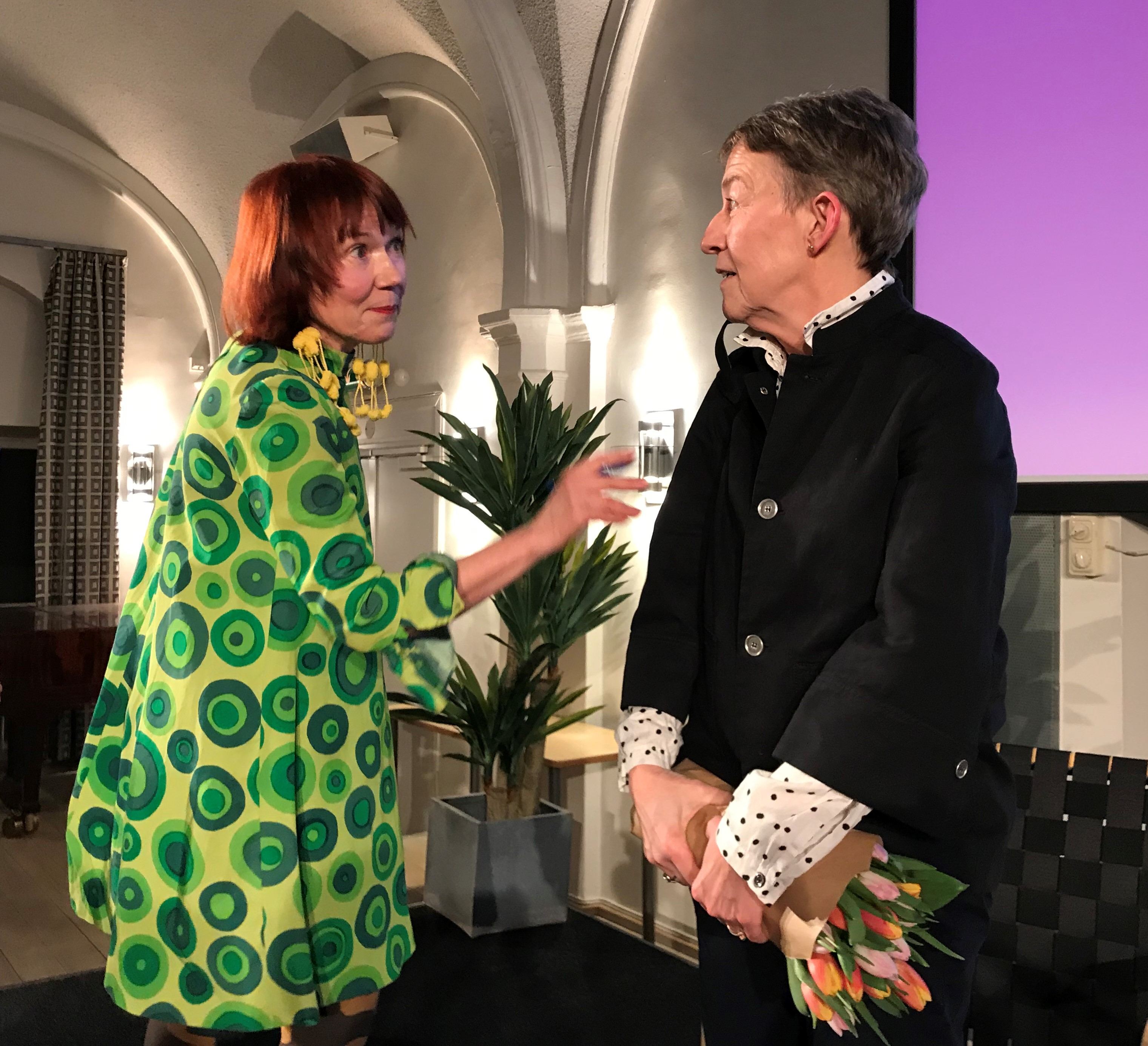
Rosa Liksom och Janina Orlov i samtal på Finlandsinstitutet i Stockholm vid en presentation av romanen Överstinnan i februari 2019.

Rosa Liksom, pseudonym för Anni Ylävaara, född 7 januari 1958 i Ylitornio, Finland, är en finländsk författare och konstnär. Hon skriver på meänkieli, finska och stadin slangi.

## Biografi
Rosa Liksom växte upp i det meänkieli-talande Ylitornio (Övertorneå) i finländska Tornedalen i finska Lappland och från tonåren i Rovaniemi.
Rosa Liksom har varit bosatt i Moskva, Texas och Köpenhamn och bor nu i Helsingfors.
Hon tillhör de bästsäljande moderna finländska författarna. Hon debuterade 1985 och i böckerna rör hon sig mellan Helsingfors och Lappland. Hon har skrivit om stadens människor, ungdom och om människor från utkantsområden i norra Finland. 
År 2011 tilldelades hon Finlandiapriset för romanen Kupé nr 6 (Hytti nro 6). År 2013 tilldelades hon Pro Finlandia-medaljen. Samma år blev Kupé nr 6 utsedd som representant för Finland till Nordiska rådets litteraturpris. Även hennes böcker Frusna ögonblick (1988) och Station Gagarin (1988) har nominerats till priset. 2020 tilldelades Rosa Liksom Svenska Akademiens nordiska pris.

## Böcker översatta till svenska
- Frusna ögonblick (Unohdettu vartti) (översättning Sixten Johansson, AWE/Geber, 1988)
- Station Gagarin (Väliasema Gagarin)  (med teckningar av författaren, översättning Tapani Ritamäki, Boklaget, 1988). Rikssvensk upplaga: Wahlström & Widstrand, 1990
- Go Moskva go (Go Moskova go) (Jukka Uotila [foto], översättning Sixten Johansson, Wahlström & Widstrand, 1989)
- Paradis ultra light (Tyhjän tien paratiisit) (översättning Tapani Ritamäki, Wahlström & Widstrand, 1992)
- Kupé nr 6 (Hytti nro 6) (översättning Janina Orlov, Wahlström & Widstrand, 2012)
- Sånt är livet (Väliaikainen) (översättning Janina Orlov, Wahlström & Widstrand, 2015)
- Överstinnan[6] (Everstinna) (översättning Janina Orlov, Wahlström & Widstrand, 2019)
- Älven (Väylä) (översättning Janina Orlov, Wahlström & Widstrand, 2023)

## Pjäs
- Family affairs uppfördes 1993 på KOM-teatern i Helsingfors